# مارسیو سینا
مارسیو سینا (به پرتغالی: Márcio Senna da Silva) هافبک اهل برزیل است که در شهر سائوپائولو و در تاریخ ۲۱ مهٔ ۱۹۸۱ به دنیا آمده‌است.
مارسیو سینا در تیم‌های فوتبال Juventude سابقهٔ حضور دارد.